# Chileense presidentsverkiezingen 1841
De Chileense presidentsverkiezingen van 1841 vonden op 25 en 26 juni 1841 van dat jaar plaats. 
Generaal Manuel Bulnes Prieto, die een beslissende rol had gespeeld tijdens de Burgeroorlog van 1829/1830, was de kandidaat van de Partido Conservador (PCon). Er was geen echte oppositie tegen zijn kandidatuur, behalve dan dat het voormalige staatshoofd Francisco Antonio Pinto, die, zonder daar toestemming voor te hebben gegeven, naar voren werd geschoven door de liberale Pipiolos (de verliezende partij tijdens de burgeroorlog). 
Bernardo O'Higgins, die in ballingschap leefde, werd gesteund door een groepje dissidente conservatieven.
| Kandidaat                                  | Kandidaat                                  | Kandidaat                                  | Partij | Partij               | Stemmen | Percentage |
| ------------------------------------------ | ------------------------------------------ | ------------------------------------------ | ------ | -------------------- | ------- | ---------- |
|                                            |                                            | Manuel Bulnes Prieto                       |        | Partido Conservador  | 154     | 93,90%     |
|                                            |                                            | Francisco Antonio Pinto                    |        | Pipiolos (liberalen) | 9       | 5,49%      |
|                                            |                                            | Bernardo O'Higgins Riquelme                |        | Onafhankelijk        | 1       | 0,61%      |
| Totaal                                     | Totaal                                     | Totaal                                     |        |                      | 164     | 100%       |
| Onthoudingen/ onjuist uitgebrachte stemmen | Onthoudingen/ onjuist uitgebrachte stemmen | Onthoudingen/ onjuist uitgebrachte stemmen |        |                      | 4       | 2,38%      |

## Bron
- (es)  Elección Presidencial 1841